# Wagnerian rock
Wagnerian rock – gatunek muzyczny, który stworzył Jim Steinman w związku z jego zamiłowaniem muzyką Richarda Wagnera i Phila Spectora. Gatunek ten jest połączeniem XX-wiecznego rocka z XIX-wieczną operą Wagnera i „Ścianą Dźwięku” Spectora; zawiera również wyraźny ślad osobistych zdolności muzycznych Steinmana.
Przez niektórych gatunek ten uważany jest za rodzaj opery rockowej.